# Lipotriches exagens
Lipotriches exagens är en biart som först beskrevs av Walker 1860.  Lipotriches exagens ingår i släktet Lipotriches och familjen vägbin. Inga underarter finns listade i Catalogue of Life.